# Armadillidium granum
Armadillidium granum är en kräftdjursart som beskrevs av Dollfus 1892. Armadillidium granum ingår i släktet Armadillidium och familjen klotgråsuggor. Inga underarter finns listade i Catalogue of Life.